# Daniel Balaciart
Daniel Balaciart (Barcelona, 1837-Valencia, 1904) fue un político, periodista y escritor español.

## Biografía
Nació en 1837 en Barcelona. Hombre político, funcionario administrativo y autor dramático en su juventud, dirigió varios periódicos, entre ellos El Clamor de la Patria. Gobernador civil de las provincias de Tarragona y Huelva  y miembro desde 1896 de la Asociación de la Prensa de Madrid, hacia comienzos del siglo XX era colaborador de la revista Gente Vieja.  Fue autor de obras como La calle de la balconada (1875), El aras de la justicia (1875) y Al pie del cadalso (1876), así como de textos de índole sociológica y económica. Falleció hacia finales del mes de marzo de 1904 en Valencia.